# Saint-Amand-des-Hautes-Terres
Saint-Amand-des-Hautes-Terres település Franciaországban, Eure megyében. Lakosainak száma 284 fő (2018. január 1.).

## Népesség
A település népessége az elmúlt években az alábbi módon változott:
| Lakosok száma | 147  | 140  | 322  | 320  | 308  | 281  | 282  | 281  | 285  | 284  |
|               | 1962 | 1968 | 1982 | 1990 | 1999 | 2008 | 2011 | 2013 | 2017 | 2018 |